# Nazionale maschile under 17 di calcio dell'Inghilterra
La Nazionale Under-17 di calcio dell'Inghilterra è la rappresentativa calcistica Under-17 dell'Inghilterra ed è posta sotto l'egida della federazione calcistica inglese.
La selezione compete per il campionato europeo di calcio Under-17, manifestazione che ha vinto in due occasioni, nel 2010 in Liechtenstein e nel 2014 a Malta. Inoltre la squadra è giunta seconda nel 2007 e terza nel 2002.
La squadra ha raggiunto il vertice del suo palmares vincendo il  Campionato mondiale di calcio Under-17 2017, disputato in India, battendo  5-2 la Nazionale Under-17 di calcio della Spagna.

## Partecipazioni ai tornei internazionali

### Europei Under-17
- 2002: Terzo posto
- 2003: Quarto posto
- 2004: Quarto posto
- 2005: Primo turno
- 2006: Non qualificata
- 2007: Secondo posto
- 2008: Non qualificata
- 2009: Primo turno
- 2010: Campione
- 2011: Semifinali
- 2012: Non qualificata
- 2013: Non qualificata
- 2014: Campione
- 2015: Quarti di finale
- 2016: Quarti di finale
- 2017: Secondo posto
- 2018: Semifinali
- 2019: Primo turno
- 2022: Non qualificata
- 2023: Quarti di finale
- 2024: Quarti di finale
- 2025: Primo turno

### Mondiali Under-17
- 1991: Non qualificata
- 1993: Non qualificata
- 1995: Non qualificata
- 1997: Non qualificata
- 1999: Non qualificata
- 2001: Non qualificata
- 2003: Non qualificata
- 2005: Non qualificata
- 2007: Quarti di finale
- 2009: Non qualificata
- 2011: Quarti di finale
- 2013: Non qualificata
- 2015: Primo turno
- 2017: Campione
- 2019: Non qualificata
- 2023: Ottavi di finale